# 泗溪镇 (泰顺县)
泗溪镇是中华人民共和国浙江省温州市泰顺县下辖的一个镇。

## 行政区划
泗溪镇下辖以下村级行政区划单位：
环水社区、白粉墙村、半溪村、洪坑村、筠竹坑村、南溪村、企石村、前坪村、上院村、溪源村、下桥村、秀垟村、玉岩村、池源村、坑头村、华垟村、建新村、西地村、九峰村、前坪仔村、新和村、白柯塆村和祥和村。

## 中国传统村落
2013年8月，下橋村获批第二批中国传统村落。